# MV Lake Illawarra
MV Lake Illawarra- masowiec typu handysize, który wieczorem 5 stycznia 1975 roku na rzece Derwent zderzył się z mostem Tasmana i w ciągu kilku minut po zderzeniu zatonął na głębokości 35 m.
Katastrofa częściowo spowodowana była przez silne pływy, ale również z powodu zaniedbania kapitana Boleslawa Pelca.
Zwodowany w 1958. Pływał w służbie Australian National Lines (wówczas Australian Coastal Shipping Commission), osiągał prędkość 12 węzłów (22 km/h).